# Жорген, Жан де
Жан Батист Эжен де Жорген фр. Jean Baptiste Eugène de Jaurgain; 16 ноября 1842, Оссас (Атлантические Пиренеи) — 18 марта 1920, Сибур) — французский журналист и эрудит, автор работ по истории Французской Наварры и Страны Басков.

## Биография
Сын Жана Пьера Шарля де Жоргена и Мари Дениз д'Эчебер.
Происходил из старинной сулетинской дворянской семьи, известной с конца XIV века; по женской линии возводил своё происхождение к графу Шарлю де Люксу, последнему представителю знатного рода, связанного родством с древними династиями Васконии, Наварры и Беарна.
Участвовал во франко-прусской войне волонтером в полку алжирских стрелков, сражался в битве при Вейсенбурге.
Как журналист печатался под псевдонимом в сатирической роялистской газете Le Triboulet, в рубрике «Генеалогия и Геральдика». Был редактором в Gazette de France и её корреспондентом в Памплоне во время Второй карлистской войны. В 1886—1887 заведовал изданием исторического журнала Revue de Béarn, Navarre et Lannes, в 1904—1905 был одним из директоров Revue du Béarn et du Pays Basque. Сотрудничал со многими региональными изданиями, в том числе с Revue Internationale d'Etudes Basques.
В июне 1907 был избран членом-корреспондентом Королевской академии истории в Мадриде.
Был одним из основателей ассоциации Eskualzaleen Biltzarra, занимавшейся популяризацией баскского языка, и в 1907—1908 занимал должность её президента.
Не имея своих детей, перед смертью, 17 марта 1920, усыновил Рено д'Элисагарая (8.05.1871—6.03.1950), принявшего его фамилию, адвоката, мэра Пойяка, депутата Национальной Ассамблеи от Жиронды (13.11.1908—31.05.1914).
В качестве эрудита специализировался на генеалогической истории регионов, ранее входивших в состав Гасконского герцогства — Французской Наварры, французской Страны Басков, области Суль, Беарна, и сопредельных районов испанских Наварры и Страны Басков.
Его основная работа на эту тему, «Васкония» (1898—1902), посвященная раннесредневековой генеалогической истории региона, и до сих пор остающаяся весьма популярной, была неоднозначно воспринята специалистами. Рене Пупарден в рецензии на первый том, опубликованной в Annales du Midi, отметил многие слабые места, в первую очередь, отсутствие источниковедческого обзора, и в целом, весьма некритичное отношение автора к источникам, многие из которых являются поздними и сомнительными компиляциями, сравнимыми по степени достоверности с явно подложной хартией Алаона.
Пупарден находит попытку Жоргена возвести происхождение всех могущественных династий Пиренейского юга к одному корню — некоему, сконструированному им «Гасконскому дому», очень смелой, и добавляет, что предшественники автора — лангедокские, провансальские или итальянские эрудиты (Уайенар, де Марка, Нострдам) не осмеливались заходить так далеко.
Современные исследователи также считают ряд генеалогических построений Жоргена явно фантастическими.

## Публикации
- Chants populaires du pays basque // Le Courrier de Bayonne, juillet 1870
- Histoire et généalogie de la maison d'Ezpeleta. — Talence, 1877 gallica.bnf.fr
- Nobiliaire de Béarn. — P.: Charles Blot, 1879
- Notice sur la maison de Talleyrand-Périgord. — P.: Gaston Née, 1881 gallica.bnf.fr
- Arnaud d'Oihenart et sa famille. — P.: H. Champion, 1885
- Les Capitaines-Chátelains de Mauléon, gouverneurs de la vicomté de Soule // Revue de Béarn, Navarre et Lannes, T. II. — P., 1884 gallica.bnf.fr, T. III. — P., 1885 gallica.bnf.fr
- Notice héraldique sur les Maisons de Galard et de Béarn. — P.: C. Motteroz, 1886
- «Profils basques»: Menaud et Gratien d'Aguerre, Jean et Claude d'Aguerre // Revue de Béarn, Navarre et Lannes, T. IV. — P., 1886 gallica.bnf.fr, T. V. — P., 1887 gallica.bnf.fr
- Armorial de Béarn, 1696-1701: extrait du recueil officiel dressé par ordre de Louis XIV. T. I—II. — P.: H. Champion, 1889, 1893 gallica.bnf.fr
- Notice biographique sur le Chevalier de Bela. — Bayonne: Lamaignére, 1895
- Châteaux basques : Urtubie. — Bayonne: Lamaignére, 1896
- Étude historique et critique sur les origines du royaume de Navarre, du duché de Gascogne et de la Vicomté de Béarn. — Pau: Ribaut, 1897
- La Vasconie : étude historique et critique sur les origines du royaume de Navarre, du duché de Gascogne, des comtés de Comminges, d'Aragon, de Foix, de Bigorre, d'Alava & de Biscaye, de la vicomté de Béarn et des grands fiefs du duché de Gascogne. T. I—II. — Pau: PyréMonde , 1898, 1902. archive.org univ. bordeaux Rééditions: San Sebastián: Auñamendi, 1978; Marseille: Laffite Reprints, 1979
- Quelques légendes poétiques du pays de Soule. — Ligugé (Viena), 1899. Réédition Nîmes: C. Lacour, 1992. — ISBN 2-86971-699-0
- Cartulaire du Prieuré de Saint-Mont, ordre de Cluny // Archives historiques de la Gascogne, 15 anneé, 1904
- «Profils basques»: Gratian de Garro / Jean d'Amezqueta / Un gentilhomme basque prisonnier chez les Turcs au 17e siécle // Revue de Bayonne et du Pays Basque, 1904
- Corisande d'Andoins Comtesse de Guiche et dame de Gramont // Revue Internationale d'Etudes Basque. — Bayonne, 1907
- Archives d'Oihenart: documents sur les Gramont d'Asté. — Tarbes: Cohuré, 1907
- Épisodes de la guerre civil de Navarre, d'après un Compte de Pedro-Periz de Jassu, bailli de Saint-Jean et receveur des derniers royaux de Basse Navarre, 1451—1455 // Revue Internationale d'Etudes Basques. — Bayonne, 1908
- Journal de Pierris de Casalivetery, notaire royal de Mauléon de Soule // Archives historiques de la Gascogne, 18 anneé. — P., 1908
- A propos de Los Refranes Vascos de Sauguis // Revue Internationale d'Etudes Basque. — Bayonne, 1909
- Les Beaumont-Navarre, notes historiques et généalogiques // Revue Internationale d'Etudes Basque. — Bayonne, 1909
- Sur 1'époque du mariage de Béatrix ler, comtesse de Bigorre, avec Centulle de Béarn // Bulletin de la Société académique, 1909
- Troisvilles, d'Artagnan et les Trois Mousquetaires. Études biographiques et héraldiques. — P.: H. Champion, 1910 archive.org
- La Maison de Caumont-La-Force, généalogie de ses diverses branches du XVe siècle à nos jours, rectifiée et suivie de ses preuves. — P.: H. Champion, 1912 univ. bordeaux
- L'Évêché de Bayonne et les légendes de saint Léon : étude critique. — Saint-Jean-de-Luz: Mlle Béguet, 1917 univ. bordeaux
- Deux comtes de Comminges béarnais au XVº síècle. Jean de Lescun, bâtard d'Armagnac et Odet d'Aydie, seigneur de Lescun // Bulletin de la Société archéologique du Gers, 15—19 anneés. Auch: 1914—1918: — P.: H. Champion, 1919.
- Les Baillis du Pays de Labourd // Bulletin de la Société des sciences et arts de Bayonne, 1919
- La Maison de Gramont 1040—1968 (avec R. Ritter). — Lourdes: Les amis du Musée Pyrénéen, 1968